# بئون-دونگ
بئون-دونگ (به لاتین: Beon-dong) یک منطقهٔ مسکونی در کره جنوبی است که در Gangbuk District واقع شده‌است.